# Láska na kari
Láska na kari, v originále The Hundred-Foot Journey, je americký film z roku 2014 režiséra Lasse Hallströma, se scénářem Stevena Knighta. Jedná se o filmovou adaptaci stejnojmenné knihy od Richarda Moraise. V hlavních rolích hrají Helen Mirren, Om Puri, Manish Dayal a Charlotte Le Bon. Film vypráví příběh o sporu mezi dvěma sousedními restauracemi ve francouzském městečku. Jednu z nich vede přistěhovalá indická rodina a oproti tomu je ta druhá konzervativní a oceněná michelinskou hvězdičkou.

## Obsah filmu
Rodina Kadamů provozuje restauraci v Bombaji. Druhý nejstarší syn Hassan (Manish Dayal) je připraven nahradit svou matku (Juhi Chawla) v pozici šéfkuchaře restaurace. Nicméně restaurace je během nepokojů zničena. Papa Kadam (Om Puri) a jeho rodina evakuují hosty, ale Mama je zabita. Rodina hledá azyl v Evropě, jako první se usadí v Londýně, ale nenajde zde patřičné prostory, proto putuje do Francie. Krátce po příchodu do Francie se porouchá Papova dodávka v blízkosti městečka Saint-Antonin-Noble-Val v Midi-Pyrénées. Kolem projíždí kuchařka Marguerite (Charlotte Le Bon), pracující v restauraci Le Saule Pleureur (v překladu plačící vrba), a pomůže rodině. Přivede je do svého domu a připraví jim jídlo. Papa je nadšen kvalitou a dostupností potravin v městečku a zjišťuje, že si Marguerite pěstuje vlastní suroviny.
Papa se dozví o opuštěné restauraci, která je na prodej. Nachází se přes ulici v blízkosti Le Saule Pleureur. Majitelka restaurace Le Saule Pleureur, madame Mallory (Helen Mirren), žádá Kadamovi, aby z pozemku odešli, jelikož se jedná o „soukromé prostory“. Papa i přes protesty rodiny tyto prostory koupí a restauraci pojmenuje Maison Mumbai. Mallory přijde do Maison Mumbai požádat o menu a následně vykoupí všechny dostupné potraviny potřebné k přípravě menu na večírek k otevření restaurace. Mezi Mallory a Kadamovými vypukne tichá válka. Tato válka vrcholí na den dobytí Bastily, kdy jeden z Malloryiných kuchařů, Jean-Pierre, spolu s dvěma kamarády zničí restauraci Kadamových tím, že jí posprejují nápisy „Francie pro Francouze“ a vypálí interiér. Hassan chytí žháře při činu, ale spálí si ruce a nohy. Následující den Mallory, která o žhářství a vandalismu neměla ani potuchy, vyhodí Jeana-Pierra a sama osobně čistí graffiti z Maison Mumbai.
Hassan se dozví od Marguerite, že Mallory najímá nové šéfkuchaře poté, co ji připraví omeletu a žádá ji, zda by mohl udělat omeletu podle svého receptu. Kvůli zraněným rukám mu Mallory pomáhá a po ochutnání rozpozná jeho potenciál a vyzývá ho, aby pro ni pracoval. Papa je zpočátku proti, ale nakonec s ní uzavře dohodu, když se dohodnou na Hassanově platu. Hassanovy kulinářské výsledky přinesou Mallorině restauraci druhou Michelinskou hvězdu. Tato cena přiláká mezinárodní pozornost na Hassanovo vaření a je mu nabídnuta práce v Paříži, kterou také přijímá. Papa a Mallory se usmíří a začnou se vídat.
Hassan v Paříži rychle získá obdiv kritiků a podněcuje spekulace o třetí michelinské hvězdě pro pařížskou restauraci, ale on při práci často spadá do vzpomínek na svou rodinu a Marguerite, do které je zamilovaný. Nakonec se vrací domů a začíná znovu vztah s Marguerite. Vyzve Marguerite, aby se k němu připojila v jeho obchodním záměru, když kupuje podíl v Malloryně restauraci. Hassan věří, že restaurace získá třetí hvězdu. Ten večer připravují Hassan a Marguerite večeři v Malloryině restauraci a nesou ji přes silnici do Maison Mumbai, aby se všichni dobře najedli.

## Obsazení
| Helen Mirren      | madame Mallory                                 |
| Om Puri           | Papa                                           |
| Manish Dayal      | Hassan                                         |
| Charlotte Le Bon  | Marguerite                                     |
| Rohan Chand       | Hassan jako dítě                               |
| Amit Shah         | Mansur                                         |
| Farzana Dua Elahe | Mahira                                         |
| Dillon Mitra      | Mukthar                                        |
| Aria Pandya       | Aisha                                          |
| Michel Blanc      | starosta                                       |
| Shuna Lemoine     | starostova žena                                |
| Clément Sibony    | Jean-Pierre                                    |
| Juhi Chawla       | Mama                                           |
| Vincent Elbaz     | Paul, manažer restaurace s molekulovou kuchyní |

## Natáčení
Ke 3. červnu 2013 se jednalo o účast Helen Mirren ve filmu. Dne 1. července studio DreamWorks Pictures potvrdilo obsazení Mirren a Manishe Dayala.
Hlavní natáčení trvající devět týdnů začalo 23. září 2013 v jižní Francii v oblasti Saint-Antonin-Noble-Val. Kromě jižní Francie se natáčelo též v Nizozemsku, v Midi-Pyrénées a ve studiu Cité du Cinéma v Saint-Denis na severu Paříži. Před natáčením herci Manish Dayal a Charlotte Le Bon trávili čas v restauracích, kde sledovali kuchaře při práci. Producentka Juliet Blake konzultovala indické jídlo se šéfkuchařem Floydem Cardozem, který rozumí „smíchání dvou kultur prostřednictvím vaření“. Indická herečka Juhi Chawla ve filmu ztvárnila ženu postavy Oma Puriho, musela však představovat ženu, která je o patnáct let starší než ona a tak ji tvůrci v postprodukci pomocí digitální techniky učinili na pohled starší.

## Soundtrack
Soundtrack vyšel dne 12. srpna 2014 prostřednictvím vydavatelství Hollywood Records. Veškerou hudbu k filmu složil A. R. Rahman.
Seznam skladeb:
| Pořadí | Název                                              | Autor                           | Délka |
| ------ | -------------------------------------------------- | ------------------------------- | ----- |
| 1.     | Hassan Learns French Cooking                       | A. R. Rahman                    | 6:10  |
| 2.     | The Village of Saint Antonin                       | A. R. Rahman                    | 4:02  |
| 3.     | New Beginnings                                     | A. R. Rahman                    | 4:40  |
| 4.     | Vintage Recipe                                     | A. R. Rahman                    | 2:06  |
| 5.     | Mr. Kadam                                          | A. R. Rahman                    | 1:55  |
| 6.     | The Clash                                          | A. R. Rahman                    | 1:44  |
| 7.     | Destiny, Fire, War                                 | A. R. Rahman                    | 5:40  |
| 8.     | The Gift                                           | A. R. Rahman                    | 3:08  |
| 9.     | You Complete Me                                    | A. R. Rahman                    | 4:39  |
| 10.    | Alone in Paris                                     | A. R. Rahman                    | 3:11  |
| 11.    | India Calling                                      | A. R. Rahman                    | 4:34  |
| 12.    | Reunion                                            | A. R. Rahman                    | 1:25  |
| 13.    | End Credits Suite                                  | A. R. Rahman                    | 2:36  |
| 14.    | My Mind Is a Stranger Without You                  | Solange Merdinian, A. R. Rahman | 4:18  |
| 15.    | A La Hassan de Paris                               | A. R. Rahman                    | 4:05  |
| 16.    | Afreen (feat. Nakash Aziz, K.M.M.C. Sufi Ensemble) | Gulzar, A. R. Rahman            | 4:05  |

## Ocenění
| Rok  | Název ocenění | Kategorie                                         | Nominovaný   | Výsledek |
| ---- | ------------- | ------------------------------------------------- | ------------ | -------- |
| 2015 | Zlatý glóbus  | Nejlepší ženský herecký výkon (komedie / muzikál) | Helen Mirren | nominace |